# (6636) Kintanar
(6636) Kintanar es un asteroide perteneciente al cinturón de asteroides y fue descubierto por Vladimir Gueorgiev Shkodrov el 11 de septiembre de 1988 desde el Observatorio Astronómico Nacional de Rozhen, Smolyan, Bulgaria.

## Designación y nombre
Kintanar recibió inicialmente la designación de 1988 RK8.
Más adelante, en 2007, se nombró por Roman Lucero Kintanar (1929-2007) quien dirigió la Administración de Servicios Atmosféricos, Geofísicos y Astronómicos de Filipinas de 1958 a 1994. Dedicado servidor público y distinguido científico, fue presidente de la Organización Meteorológica Mundial de las Naciones Unidas entre 1979 y 1987.

## Características orbitales
Kintanar está situado a una distancia media del Sol de 2,272 ua, pudiendo acercarse hasta 2,005 ua y alejarse hasta 2,538 ua. Tiene una inclinación orbital de 2,350 grados y una excentricidad de 0,117. Emplea 1250,49 días en completar una órbita alrededor del Sol.

## Características físicas
La magnitud absoluta de Kintanar es 14,19. Tiene 3,646 km de diámetro. Su albedo se estima en 0,366.